# 싸이크 아웃
싸이크 아웃(Psych-Out)은 미국에서 제작된 리차드 러쉬 감독의 1968년 영화이다. 수잔 스트라스버그 등이 주연으로 출연하였고 딕 클락 등이 제작에 참여하였다.

## 출연

### 주연
- 수잔 스트라스버그
- 딘 스톡웰
- 잭 니콜슨
- 브루스 던

### 조연
- 애덤 로아크
- 맥스 줄리엔
- 헨리 자그롬
- 린다 게이 스콧

## 제작진
- 미술: 리온 에릭슨